# 小叶水锦树
小叶水锦树（学名：Wendlandia ligustrina）为茜草科水锦树属下的一个种。

## 扩展阅读
- 維基物種上的相關：小叶水锦树